# Spoorlijn Saint-Cyr - Surdon
De spoorlijn Saint-Cyr - Surdon is een Franse spoorlijn van Saint-Cyr-l'École naar Chailloué. De lijn is 160,2 km lang en heeft als lijnnummer 395 000.

## Geschiedenis
De lijn werd in gedeeltes geopend door de Compagnie des chemins de fer de l'Ouest, van Saint-Cyr naar Dreux op 15 juni 1864, van Dreux naar L'Aigle op 1 oktober 1866 en van L'Aigle naar Surdon op 5 augustus 1867.

## Treindiensten
De SNCF verzorgt het personenvervoer op dit traject met TER en Transilien treinen. Ook de TGV vanuit Le Havre maakt gebruik van de lijn, maar stopt er niet.
| Serie    | Treinsoort        | Route | Bijzonderheden |
| -------- | ----------------- | --- | -------------- |
| TGV 5300 | TGV (SNCF)        | [ [ [ Nantes – Angers-Saint-Laud – [ Saumur – Saint-Pierre-des-Corps – ] / [ Le Mans – ] ] / [ Rennes – Le Mans – ] Massy TGV – ] ] / [ Le Havre – Rouen-Rive-Droite – Mantes-la-Jolie – Versailles-Chantiers – Massy-Palaiseau – ] Lyon-Part-Dieu – [ Lyon-Perrache ] / [ Valence-Rhône-Alpes-Sud TGV – [ Nîmes-Pont-du-Gard – Montpellier-Sud-de-France ] / [ Nîmes – Montpellier-Saint-Roch ] / [ Avignon TGV – Aix-en-Provence TGV – Marseille-Saint-Charles ] ] |                |
| K 4      | TER (SNCF)        | Paris-Montparnasse – Verneuil-sur-Avre – Surdon – Argentan – Briouze – Flers – Villedieu-les-Poêles – Granville |                |
| Trans N  | Transilien (SNCF) | Paris Montparnasse – Viroflay-Rive-Gauche – Versailles-Chantiers – Saint-Cyr – [ Saint-Quentin-en-Yvelines – Rambouillet ] / [ Plaisir - Grignon – [ Dreux ] / [ Épône - Mézières – Mantes-la-Jolie ] ] |                |

## Aansluitingen
In de volgende plaatsen is of was er een aansluiting op de volgende spoorlijnen:
Saint-Cyr
RFN 420 000, spoorlijn tussen Paris-Montparnasse en Brest
RFN 990 306, raccordement van Versailles-Matelots
aansluiting Bois-Gazé
RFN 395 306, raccordement van Saint-Cyr
Plaisir-Grignon
RFN 396 000, spoorlijn tussen Plaisir-Grignon en Épône-Mézières
Dreux
RFN 397 000, spoorlijn tussen Dreux en Saint-Aubin-du-Vieil-Évreux
RFN 409 000, spoorlijn tussen Chartres en Dreux
RFN 554 000, spoorlijn tussen Auneau-Ville en Dreux
Verneuil-sur-Avre
RFN 422 000, spoorlijn tussen La Loupe en Prey
Saint-Martin-d'Écublei
RFN 398 000, spoorlijn tussen Saint-Martin-d'Écublei en Conches
L'Aigle
RFN 424 000, spoorlijn tussen Mortagne-au-Perche en L'Aigle
Sainte-Gauburge
RFN 402 000, spoorlijn tussen Sainte-Gauburge en Mesnil-Mauger
RFN 425 000, spoorlijn tussen Mortagne-au-Perche en Sainte-Gauburge
aansluiting Chailloué
RFN 403 300, raccordement van Surdon
Surdon
RFN 430 000, spoorlijn tussen Le Mans en Mézidon

## Elektrische tractie
De lijn werd in gedeeltes geëlektrificeerd, tussen Saint-Cyr en Plaisir in 1972 met een gelijkspanning van 1500 volt en tussen Plaisir en Surdon in 1984 met een wisselpanning van 25.000 volt 50 Hz. 

## Galerij

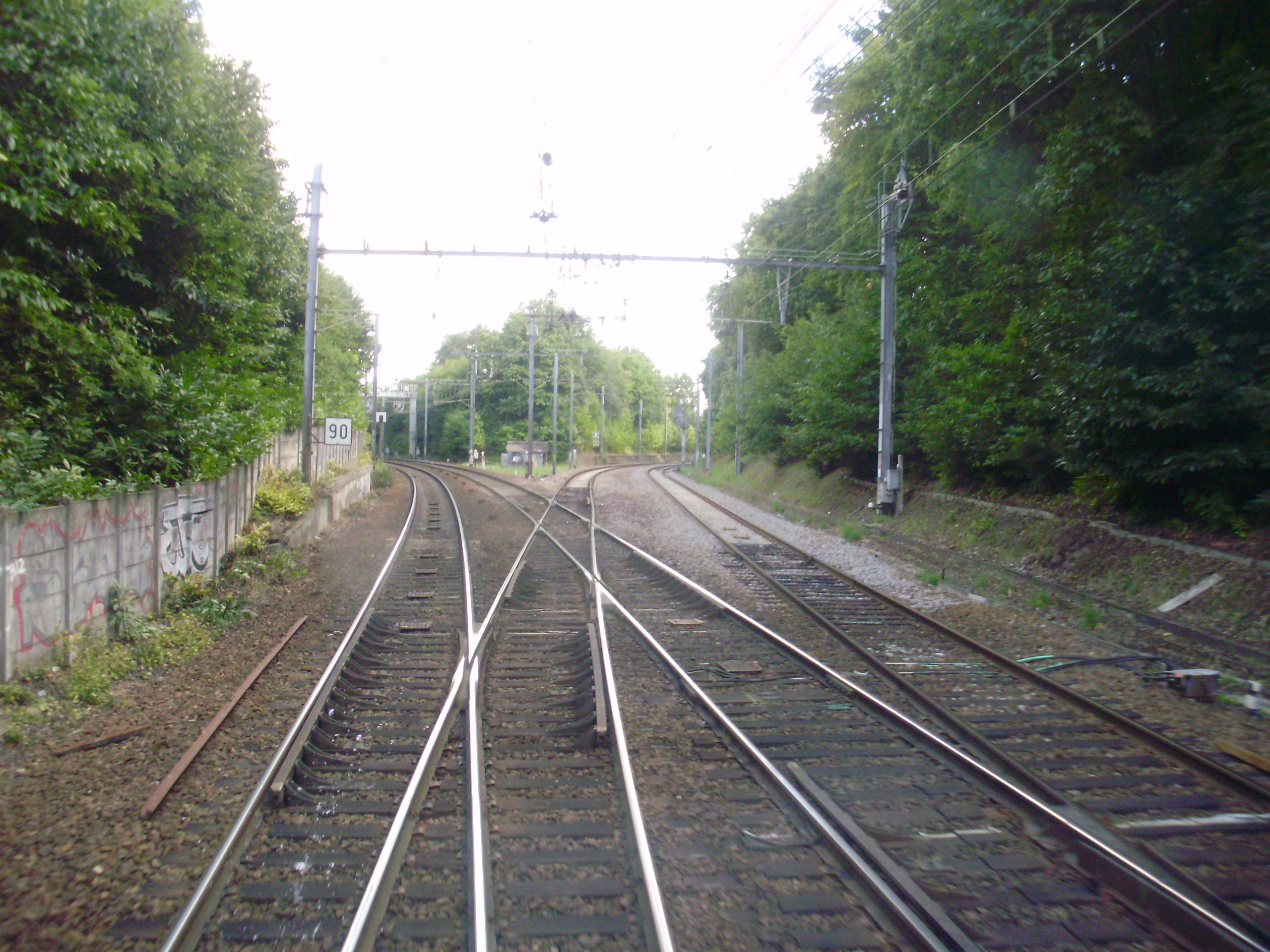
Aansluiting Bois-Gazé, links de sporen vanuit Saint-Cyr, rechts het raccordement van Saint-Cyr richting aansluiting Saint-Quentin
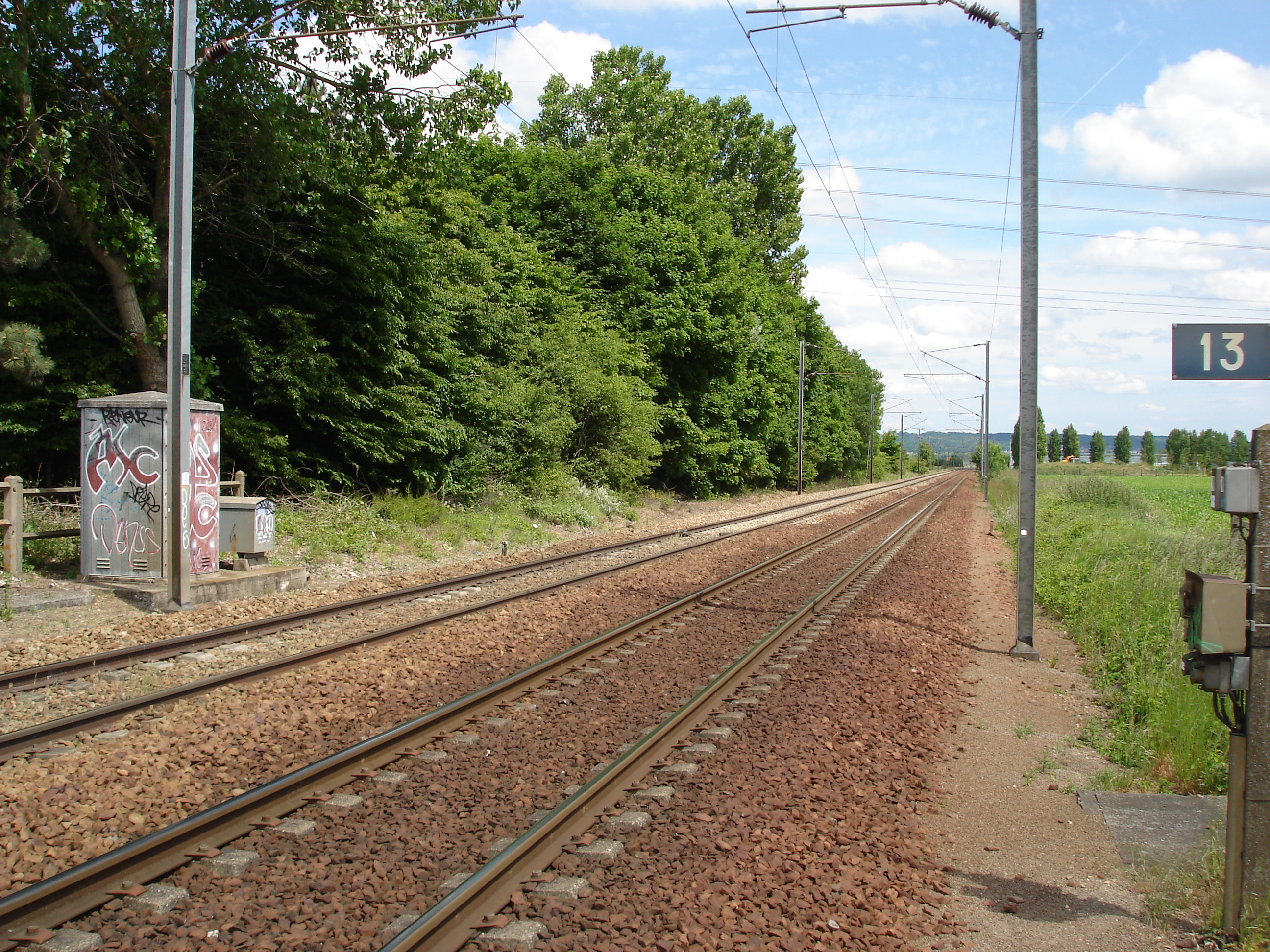
De lijn bij Meré bij overweg 13
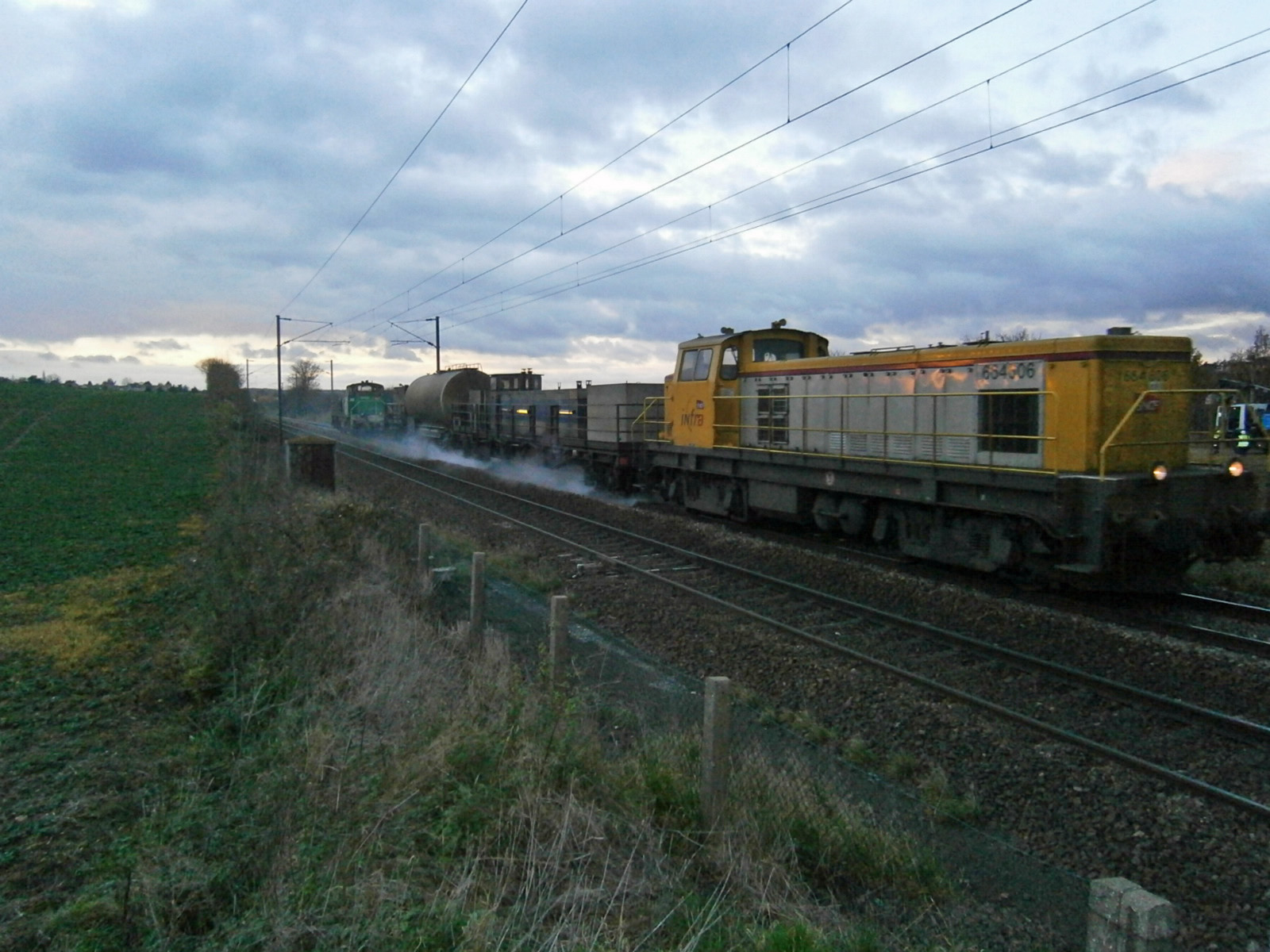
Werktrein bij overweg 7
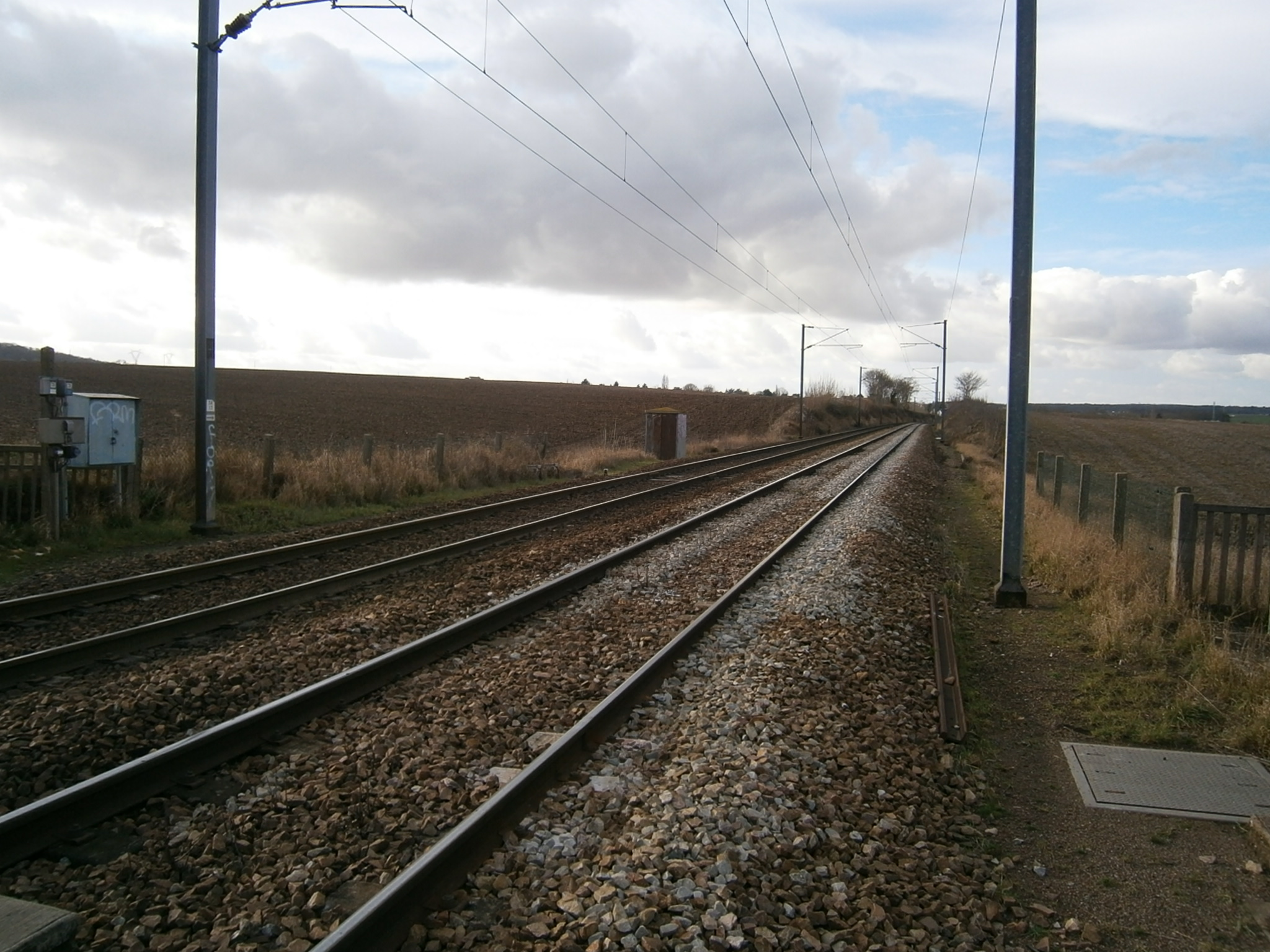
Zicht richting Surdon bij overweg 7